# Is There Anybody Out There? (utwór)
Is There Anybody Out There? - utwór muzyczny brytyjskiego zespołu rockowego Pink Floyd. Pochodzi z wydanej w 1979 roku rock opery/concept albumu The Wall, i - jak większość utworów z tej płyty - napisany został przez ówczesnego lidera grupy, Rogera Watersa.

## Kompozycja
Piosenka jest w większości instrumentalna. Pierwsza połowa oparta jest na tym samym konspekcie co poprzedzający ją "Hey You", stanowi więc desperackie poszukiwanie przez bohatera jakichkolwiek nitek, które mogłyby go jeszcze łączyć ze światem, druga natomiast jest w całości instrumentalna. Interesującą częścią utworu jest liryczna koda zagrana na gitarze klasycznej. Okoliczności jej wykonania nie są do końca ustalone; w kilku wywiadach David Gilmour twierdzi, że ponieważ nie był zadowolony z własnego wykonania, wynajęto do tego zadania profesjonalnego muzyka sesyjnego, Rona di Blasi. Natomiast w Encyklopedii Pink Floyd autorstwa Vernona Fitcha można przeczytać, że solo to zostało wykonane przez Michaela Kamena i jego orkiestrę. David Gilmour twierdzi ponadto, że utwór ten został nie został skomponowany przez Rogera Watersa, a przez Boba Ezrina, czemu ten pierwszy oczywiście zaprzecza, a drugi nie komentuje. Piskliwy "syreni" efekt dźwiękowy zastosowany w utworze stworzony został przez Davida Gilmoura i pochodzi z wydanej wcześniej piosenki Pink Floyd - suity "Echoes" z albumu Meddle. W tamtym utworze miał to być odpowiednik dźwięków wydawanych przez wieloryby na głębokich wodach. Natomiast przewijające się w tle dialogi telewizyjne pochodzą z jednego z odcinków brytyjskiego serialu Gunsmoke.

## Fabuła
Jak wszystkie utwory z The Wall, "Is There Anybody Out There?" przedstawia fragment historii jej głównego bohatera, gwiazdora rockowego imieniem Pink. W tym momencie nie woła on już nawet o pomoc, powtarza tylko kilkakrotnie swoją lapidarną kwestię:  "Is There Anybody Out There?" ("Czy jest tam ktoś [za tym murem]?"). Pytanie to stanowi - ostatni już na płycie - wyraz kołaczącego się jeszcze w bohaterze pragnienia nawiązania normalnego kontaktu z jakimkolwiek człowiekiem, który mógłby go jeszcze usłyszeć. To dramatyczne wołanie nie doczekuje się jednak żadnej odpowiedzi, co sugeruje, że Pink został już za swoim murem całkowicie sam.

## Wykonawcy
- David Gilmour - wokal
- Roger Waters - gitara basowa
- Rick Wright - syntezator
- Bob Ezrin - syntezator strunowy
- Ron di Blasi - gitara

## Covery i wpływ na popkulturę
- We wczesnych latach 80. "Is There Anybody Out There?" zostało wykorzystane w kinowych reklamach instytucji charytatywnej Samaritans
- Na podstawie tego utworu powstała (na użytek gry Final Fantasy VI) piosenka "The Phantom Forest"
- Swoją wersję "Is There Anybody Out There?" przedstawiła na wydanym w 2003 albumie A Fair Forgery of Pink Floyd grupa TBL, której gitarzysta Steve Zukowsky jest również członkiem pochodzącej z Los Angeles grupy powstałej w hołdzie dla Pink Floyd, Which One Is Pink?, a także grupy powstałej w hołdzie dla Led Zeppelin - Led Zepagain.
- W 2001 po kompozycję tę sięgnął również zespół Motor Industries